# Балка Солона
Ба́лка Солона (рос. Б. Соленая) — балка (річка) в Україні у Берестинському районі Харківської області. Права притока Балки Дехтярки (басейн Дніпра).

## Опис
Довжина балки приблизно 7,28 км, найкоротша відстань між витоком і гирлом — 6,74 км, коефіцієнт звивистості річки — 1,08. Формується декількома безіменними балками та загатами. На деяких ділянках балка пересихає.

## Розташування
Бере початок у селі Володимирівка. Тече переважно на північний схід через село Козирів і впадає в Балку Дехтярку, праву притоку річки Плесова.

## Цікаві факти
- У минулому столітті на балці існували газголдер і скотний двір[3].